# Carne en su jugo
La carne en su jugo es una receta mexicana representativa de la gastronomía del estado de Jalisco. Desde hace algunos años, su popularidad se ha extendido por otros estados de la República Mexicana, influyendo en las gastronomías de los estados de Aguascalientes, Michoacán y Guanajuato.

## Historia
El origen supuesto de la carne en su jugo se ubica en Piedra Amarilla, municipio de Acatic en el estado de Jalisco, por la familia de la Torre. Consiste en un guiso de carne de res picada y asada en su propio jugo, frijoles de la olla y trozos de tocino previamente dorado; se acompaña con cebolla picada y cilantro. Se sirve normalmente en un plato de barro y suele acompañarse de tortillas de maíz, totopos, frijoles refritos, cebollas guisadas, limón, rábanos, guacamole y salsa picante de tomate martajada.  
La carne en su jugo no es un platillo ancestral. Ningún recetario antiguo la registra.
El barrio de Santa Tere, donde se localiza, concentra gran número de expendios de carnes en su jugo, aunque es posible encontrar esta preparación en cualquier zona de la metrópoli tapatía.

## Características
Consiste en un guiso de carne de res picada y asada en su propio jugo, frijoles de la olla y trozos de tocino previamente dorado.
Se acompaña con cebolla picada y cilantro y se sirve normalmente en un plato de barro.
Suele acompañarse de tortillas de maíz, totopos, frijoles refritos con elote, cebollas guisadas, limón, guacamole y salsa de tomate martajada. 
La bebida tradicional para el acompañamiento de la comida es agua de horchata o jamaica  

## Estilos

##### Estilo Jalisco
Tocino de cerdo picado, bistec de res en tiras medianas, agua, cebolla asada, Pieza de diente de ajo asado, cilantro, chile serrano asados hidratados, frijoles bayos, pizca de Sal y pizca de pimienta.

##### Estilo Sinaloa
Carne para asar que esté blandita, tomates, cilantro, tocino, cebolla mediana, cubos de consomé y pizca de Sal.